# V1059 Sagittarii
V1059 Sagittarii eller Nova Sagittarii 1898 var en nova i stjärnbilden Skytten.  Den upptäcktes den 18 mars 1898 av Mrs W. Fleming som under 1890-talet upptäckte ett flertal novor. Som ljusstarkast blev novan magnitud +4,5.